# Hafiz al-Asad
Hafiz al-Asad (حافظ الأسد [ˈħa:fezˤ elˈʔasad]; ur. 6 października 1930 w Kardasze, zm. 10 czerwca 2000 w Damaszku) – syryjski wojskowy i polityk, minister obrony w latach 1966–1972, premier w latach 1970–1971, prezydent Syrii sprawujący władzę autorytarną w latach 1971–2000.

## Życiorys

### Młodość i wczesna działalność

#### Rodzina, wczesna edukacja
Pochodził z alawickiej rodziny chłopskiej ze wsi Kardaha. Był synem Alego Sulajmana i jego drugiej żony Naisy. Urodził się jako czwarte dziecko z tego związku; z poprzedniego małżeństwa jego ojciec miał już trzech synów i dwie córki. Po Hafizie przyszła na świat jeszcze dwójka dzieci.
Hafiz al-Asad nauczył się czytać od przywódcy miejscowej społeczności religijnej. Następnie był jednym z pierwszych uczniów szkoły podstawowej, którą w jego wsi otworzyły francuskie władze mandatowe. W wieku dziewięciu lat rodzice wysłali go na dalszą naukę do Latakii. Początkowo mieszkał razem z zamężną siostrą. Następnie jednak jej mąż został skierowany do pracy w innym mieście i dziewięciolatek spędził resztę roku szkolnego w pensjonacie prowadzonym przez dalekich krewnych rodziny. Po roku wrócił do rodzinnej wsi i w 1942 zdał egzamin kończący edukację na poziomie podstawowym.
W 1944 rozpoczął naukę w szkole średniej w Latakii. W pierwszych dwóch latach nauki był najlepszym uczniem w klasie. Egzamin dojrzałości zdał w 1951. W szkole średniej zainteresował się polityką. W wieku szesnastu lat wstąpił do partii Baas.
W 1948 zamierzał jako ochotnik wstąpić do sił syryjskich walczących w wojnie izraelsko-arabskiej, nie został jednak przyjęty. Klęska państw arabskich w wojnie z Izraelem znacząco przyczyniła się do rozwoju antysyjonistycznych poglądów al-Asada, które wyrażał on w całej swojej karierze politycznej. Równocześnie, podobnie jak inni członkowie partii Baas, sprzeciwiał się panującemu w niepodległej Syrii ustrojowi. Uczestniczył w demonstracjach antyrządowych (niekiedy wdając się w bójki z sympatykami konkurencyjnych partii oraz z policją), pisał na murach antysystemowe hasła, przemycał partyjne pamflety i ulotki z Damaszku, a następnie rozrzucał je w mieście. W swoim mieszkaniu organizował nielegalne spotkania komórki partyjnej. Jego działalności w partii nie aprobowała rodzina, w szczególności ojciec, co jednak nie wpłynęło na jego postępowanie. W roku, w którym ukończył szkołę średnią, został wybrany na przewodniczącego Związku Studentów Syrii.

#### Nauka w szkole wojskowej

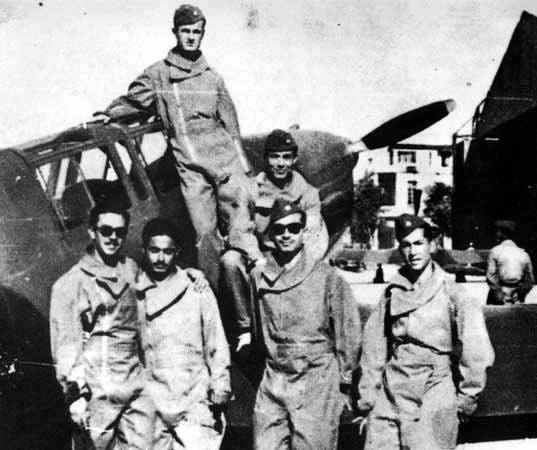
Hafiz al-Asad jako kadet

Po ukończeniu szkoły średniej al-Asad pragnął początkowo studiować medycynę, być może inspirując się postacią Wahiba al-Hanima, jednego z działaczy partii Baas. Mógł kierować się także względami ekonomicznymi, wybierając jeden z najbardziej prestiżowych i najlepiej płatnych zawodów w ówczesnej Syrii. Miał zamiar studiować na Uniwersytecie św. Józefa w Bejrucie prowadzonym przez jezuitów, jednak jego rodzina nie miała funduszy nawet na opłacenie jego przejazdu do Bejrutu w celu załatwienia wstępnych formalności związanych z przyjęciem na studia. Ostatecznie al-Asad rozpoczął jesienią 1951 studia w Akademii Wojskowej w Hims, jedynej szkole tego szczebla, która nie wymagała opłat za naukę, jak również gwarantowała słuchaczom zakwaterowanie, wyżywienie i pensję.
Al-Asad należał do grupy pierwszych piętnastu kadetów szkolonych w Aleppo na potrzeby tworzonych właśnie syryjskich sił powietrznych. Przeszedł zarówno szkolenie lotnicze, jak i ogólnowojskowe. W 1955 ukończył szkołę, uzyskując dodatkowo puchar za osiągnięcia w zakresie akrobacji lotniczej.
Jako kadet al-Asad nadal działał w syryjskim ruchu studenckim. Uczestniczył w kongresach studenckich; pod wpływem podróży po kraju i rozmów z innymi studentami doszedł do przekonania, że Syria jest państwem zacofanym, w którym panuje społeczna niesprawiedliwość. Znaczący wpływ na ewolucję jego poglądów miało powstanie chłopskie w 1951.

#### Służba wojskowa
Po ukończeniu szkoły i promocji na stopień oficerski al-Asad został skierowany do służby w bazie lotniczej Mazza k. Damaszku. Dzięki wyróżniającym umiejętnościom, jak również dzięki silnej pozycji, jaką partia Baas zdobyła w korpusie oficerskim, został wytypowany do dalszego szkolenia i w 1955 wysłany w tym celu do Kairu na półroczny kurs. Do Syrii wrócił w 1956 i kontynuował służbę w bazie w Najrab pod Aleppo. Szanowany przez żołnierzy ale oficerowie wyżsi stopniem uważali go za zbyt niezależnego.
Po pobycie w Egipcie zafascynował się postacią Gamala Abdel Nasera i początkowo pozytywnie odniósł się do zawarcia unii egipsko-syryjskiej, po której powstała Zjednoczona Republika Arabska. W połowie 1958 znalazł się w niewielkiej grupie pilotów syryjskich skierowanych na szkolenie w ZSRR. Do Związku Radzieckiego nastawiony był sceptycznie z uwagi na panujący w nim silny ateizm oraz fakt błyskawicznego uznania przez nie państwa Izrael w 1948. Równocześnie zdawał sobie sprawę z poparcia, jakiego Związek Radziecki udzielał Egiptowi i Syrii po rewolucji Wolnych Oficerów i pogorszeniu się stosunków obu państw z Zachodem. Kurs w ZSRR trwał 10 miesięcy i al-Asad wrócił z niego do kraju wiosną 1959.
Po powrocie z ZSRR al-Asad przekonał się, że unia z Egiptem nie dała Syrii spodziewanych korzyści oraz, że rząd Zjednoczonej Republiki Arabskiej, zdominowany przez Egipcjan, zdelegalizował partię Baas i zwalczał polityczne ambicje syryjskich wojskowych. Oznaczało to zamknięcie dwóch dróg awansu społecznego, z których miał zamiar skorzystać al-Asad. Syryjscy wojskowi podejrzewani o zaangażowanie polityczne – zwłaszcza w Komunistycznej Partii Syrii lub w partii Baas – byli kierowani na emeryturę lub przenoszeni do służby na terytorium Egiptu. W końcu 1959 przeniesiona do Kairu została cała eskadra MiG-19, w której służył al-Asad.

#### Komitet Wojskowy
W Kairze al-Asad obracał się przede wszystkim w towarzystwie innych wojskowych syryjskich. Nastawienie Egipcjan do unii z Syrią było już w tym czasie negatywne. Działaczy dawnej partii Baas postrzegano nie jako partnerów, lecz osoby podejrzane i sprawiające liczne problemy. Równocześnie syryjscy wojskowi działający dawniej w partii Baas doszli do przekonania, że klęska unii była w znacznej mierze wynikiem błędnej polityki jej cywilnych liderów – Michela Aflaka i Salah ad-Dina al-Bitara. Poglądom takim zaczął hołdować także al-Asad, który w 1960 znalazł się w grupie pięciu oficerów tworzących nową tajną organizację – Komitet Wojskowy. Jako inspiracja dla niej posłużyła organizacja egipskich Wolnych Oficerów, jak również fakt, iż w niepodległej Syrii kilkakrotnie do władzy drogą zamachu stanu dochodzili wojskowi. Liderem grupy był początkowo najwyższy w niej stopniem podpułkownik Muhammad Umran, poza nim w Komitecie Wojskowym znaleźli się majorzy Salah Dżadid oraz Ahmad al-Mir oraz kapitanowie al-Asad i Abd al-Karim al-Dżundi. Al-Asad, Umran i Dżadid byli alawitami, al-Mir i al-Dżundi – ismailitami. Wszyscy przed 1958 działali w partii Baas.
Początkowo grupa nie planowała samodzielnie przejąć władzy w Syrii. Zamierzała jedynie działać na rzecz odbudowy partii Baas, zachowania i przekształcenia unii z Egiptem oraz obalenia w Syrii dotychczasowego porządku polityczno-społecznego. Obserwując narastanie antyunijnych nastrojów w rodzinnym kraju pod nieformalnymi rządami egipskiego marszałka Abd al-Hakima Amira oraz kierującego służbami bezpieczeństwa Abd al-Hamida as-Sarradża, uznała obronę związku z Egiptem za swoje najważniejsze zadanie. Członkowie Komitetu Wojskowego bezskutecznie ubiegali się o zgodę na powrót do służby w Syrii. Jedynie Dżadid i Umran odbyli kilka podróży do kraju, szerząc program dawnej partii Baas wśród wojskowych i pozyskując nowych sympatyków. Również al-Asad brał udział w budowaniu sieci kontaktów i współpracowników, nie ujawniając jednak istnienia tajnego Komitetu Wojskowego.
We wrześniu 1961 unia egipsko-syryjska została zerwana po zamachu stanu Abd al-Karima an-Nahlawiego, popartym przez warstwę syryjskich notabli miejskich, którzy w Zjednoczonej Republice Arabskiej stracili dawną uprzywilejowaną pozycję. Część syryjskich oficerów przebywających w tym momencie w Egipcie została uwięziona. Al-Asad spędził 44 dni w areszcie, po czym został razem z kolegami wymieniony na grupę oficerów egipskich przebywających we wrześniu 1961 w Syrii i uwięzionych po przewrocie. Nowy głównodowodzący syryjskich sił zbrojnych generał major Zahr ad-Din nie ufał wojskowym przybyłym z Egiptu. Al-Asad początkowo został skierowany na bezterminowy urlop, a następnie razem z 62 innymi oficerami związanymi z partią Baas (w tym czterema towarzyszami z Komitetu Wojskowego) usunięty z armii i skierowany do pracy biurowej w ministerstwie. Trafił do departamentu transportu morskiego w ministerstwie gospodarki. W poczuciu niesprawiedliwego traktowania uchylał się od pracy, zgłaszając się jedynie co miesiąc po wynagrodzenie.
Komitet Wojskowy przystąpił w tym czasie do rozbudowywania tajnej organizacji oficerów, którą zapoczątkował jeszcze w Kairze. Członkowie grupy nawiązali także kontakty z wojskowymi o poglądach naserystowskich, zamierzali bowiem walczyć o odnowienie unii z Egiptem. W odróżnieniu od naserystów pragnęli jednak odbudować unię na nowych warunkach, gwarantujących partii Baas istotną pozycję w państwie i ograniczających władzę prezydenta, a nie jedynie domagać się przywrócenia jedności obu państw. Wymienione różnice w poglądach szybko doprowadziły do konfliktu między obydwiema grupami.
W czasie kryzysu w dniach 28 marca-2 kwietnia 1962 al-Asad, Dżadid i Umran wystąpili najpierw w obronie prezydenta Nazima al-Kudsiego przeciwko drugiemu puczowi an-Nahlawiego, a następnie uczestniczyli w drugim przewrocie, kierowanym przez naserystów, którego celem było przywrócenie unii z Egiptem. Zorientowawszy się, że wbrew ich stanowisku puczyści mają zamiar prosić Egipt o restytucję unii bez żadnych warunków wstępnych, porzucili ich jeszcze przed klęską zamachu stanu. Al-Asad zbiegł do Libanu, jednak został uwięziony w Bejrucie, a następnie odesłany do Syrii, gdzie trafił do więzienia Mazza. Po przesłuchaniu zwolniono go za kaucją, jednak policja nadal podejrzewała go o działalność spiskową.

### W okresie rządów partii Baas

#### Zamach stanu 8 marca 1963
Od kwietnia 1962 al-Asad i pozostali członkowie Komitetu Wojskowego w tajemnicy przygotowywali się do przejęcia władzy drogą zamachu stanu. Wiedząc, iż w Syrii nie istniał żaden masowy ruch rewolucyjny, zdawali sobie sprawę, że jedyną możliwością zbudowania przez nich rządu i wdrażania lewicowego programu jest uzyskanie niezbędnego poparcia w wojsku. Przygotowując się do przejęcia władzy drogą przewrotu, nie wypracowali szczegółowego programu politycznego i metod wdrażania swoich idei w życie. Wrogo odnosili się jednak do reformistycznej taktyki lansowanej przez liderów cywilnych struktur partii Baas Aflaka i al-Bitara. Komitet Wojskowy poszukiwał sojuszników przede wszystkim wśród oficerów niezwiązanych z żadną partią polityczną oraz ponownie wśród naserystów. W końcu 1962 w ścisłym kierownictwie spisku znaleźli się al-Asad, Dżadid i Umran razem z pozyskanymi do współpracy oficerami: Muhammadem as-Sufim, Raszidem al-Kutajnim oraz Zijadem al-Haririm. Dla powodzenia zamachu stanu, organizowanego przez mało znanych wojskowych, potrzebne było poparcie znacznie bardziej rozpoznawalnych przywódców cywilnych struktur partii, w tym jednego z jej twórców, Michela Aflaka. Ten z kolei zdawał sobie sprawę z faktu, że bez udziału wojska partia Baas nigdy nie dojdzie do władzy. Dlatego, nie znając nawet szczegółów przygotowywanego zamachu i nie poruszając kwestii podziału władzy po sukcesie przewrotu, udzielił Komitetowi Wojskowemu poparcia.
Komitet Wojskowy przyspieszył przygotowania do przewrotu po zamachu stanu w Iraku, w którym działacze miejscowego oddziału partii Baas w porozumieniu ze swoimi sympatykami w wojsku obalili rządzącego autorytarnie od czasu rewolucji irackiej r. 1958 premiera Abd al-Karima Kasima. Ostatecznie zamach stanu miał miejsce w nocy z 7 na 8 marca 1963. W czasie przewrotu al-Asad osobiście brał udział w opanowaniu bazy lotnictwa w Dumajr. Z uwagi jednak na fakt, że był najmłodszym i najniższym stopniem członkiem Komitetu Wojskowego, odegrał przy przeprowadzaniu zamachu mniejszą rolę niż Dżadid i Umran.
Po zwycięstwie puczu członkowie Komitetu Wojskowego wrócili do służby czynnej w armii syryjskiej; al-Asad otrzymał awans na stopień podpułkownika i został komendantem bazy, którą zdobywał w czasie przewrotu, faktycznie zaś kierował całymi syryjskimi siłami powietrznymi. Znalazł się w najściślejszym kręgu władzy: mimo powołania Narodowej Rady Dowództwa Rewolucji, której przewodził Salah ad-Din al-Bitar, faktyczne kierownictwo spraw państwowych spoczywało w rękach Dżadida, Umrana i al-Asada. Podejmowali oni kluczowe decyzje kolektywnie na tajnych spotkaniach. Zdając sobie jednak sprawę z faktu, że nadal pozostawali postaciami nieznanymi na arenie międzynarodowej, zgodzili się przekazać urząd ministra spraw wewnętrznych w ręce gen. Amina al-Hafiza, pozornie oddając mu władzę. On też przeprowadził na przełomie kwietnia i maja 1963 czystki w armii syryjskiej, usuwając z niej naserystów, opowiadających się za restytucją unii z Egiptem, a następnie stłumił przeprowadzoną przez nich w lipcu próbę zamachu stanu, dowodzoną przez płk. Dżasima Alwana. Z trójki wpływowych członków Komitetu Wojskowego al-Asad był najmniej wrogo nastawiony do naserystów, a części aresztowanych uczestników puczu, którzy odegrali pomniejszą rolę w jego przygotowaniu, umożliwił powrót do armii.

#### 1963–1966
W 1963 al-Asad został wybrany do ośmioosobowego Przywództwa Regionalnego partii Baas. Była to struktura kierująca działalnością partii na terenie Syrii, podlegająca Dowództwu Narodowemu odpowiedzialnemu za koordynowanie działań organizacji w całym świecie arabskim. Nadal jednak jego wpływ na państwo był mniejszy niż Dżadida i Umrana, był także postacią mniej rozpoznawalną niż gen. al-Hafiz. W Przywództwie Regionalnym znalazł się na lewicy. Opowiadał się w szczególności za likwidacją wszelkiego rodzaju przywilejów, w szczególności wysokiej pozycji miejskiej elity i posiadaczy ziemskich na wsi. Jego umiejętności administracyjne oraz znajomość problemów całego państwa syryjskiego nadal były przy tym niewielkie.
Po kongresie regionalnym partii Baas w październiku 1963 al-Asad, w porozumieniu z pozostałymi członkami Komitetu Wojskowego, zajął się dalszym upowszechnianiem jego koncepcji wśród żołnierzy. Celem Komitetu było zakończenie politycznych dyskusji i rywalizacji różnych frakcji w armii, uczynienie jej siłą bezwzględnie wierną partii Baas. Al-Asad aktywnie włączył się w tworzenie komórek partyjnych we wszystkich jednostkach, odbywając szereg podróży po syryjskich garnizonach i wprowadzając na stanowiska dowódcze osoby wierne Komitetowi. W kwietniu 1964 na forum Przywództwa Regionalnego poparł stłumienie przy pomocy wojska zamieszek w Hamie. Sprawa Hamy stała się przyczyną pierwszego poważnego konfliktu w Komitecie Wojskowym: podczas gdy Salah Dżadid opowiadał się za spacyfikowaniem powstania zorganizowanego przez miejskich notabli oraz miejscowy oddział Braci Muzułmańskich, Muhammad Umran był skłonny przystąpić do rozmów z buntownikami. Al-Asad podzielił stanowisko Dżadida, które ostatecznie przeważyło. Jeszcze w tym samym roku Umran został usunięty ze wszystkich stanowisk, jakie dotąd sprawował.
W grudniu 1964 al-Asad otrzymał awans na generała majora i został dowódcą syryjskich sił powietrznych. Od tego momentu podległe mu siły sporadycznie wspierały partyzantkę palestyńską.
Po usunięciu Muhammada Umrana relacje al-Asada i Dżadida z cywilnymi przywódcami, założycielami partii Baas jeszcze się pogorszyły. Michel Aflak i Salah ad-Din al-Bitar bezskutecznie starali się doprowadzić do wycofania się armii z syryjskiego życia politycznego. Nieoczekiwanie starsze pokolenie działaczy Baas poparł gen. Amin al-Hafiz, który pragnął sam przejąć władzę w kraju. W listopadzie 1965 doprowadził on do rozwiązania Przywództwa Regionalnego partii Baas, zdominowanego przez wojskowych, i stanął na czele Rady Prezydenckiej, usuwając równocześnie członków Komitetu Wojskowego z Narodowej Rady Dowództwa Rewolucji. Al-Asad, pod pretekstem leczenia choroby pleców i szyi, wyjechał wówczas do Wielkiej Brytanii i pozostał tam przez trzy miesiące.
21 lutego 1966 Salah Dżadid i skupieni wokół niego oficerowie dokonali zamachu stanu, który ostatecznie odsunął od władzy gen. al-Hafiza i starsze pokolenie działaczy partyjnych. Al-Asad wrócił do Syrii, gdy przewrót już trwał. Podległe mu siły powietrzne nie wzięły udziału w walkach; al-Asad wykonywał jedynie telefony do różnych jednostek, przekonując dowódców do poparcia puczu.

#### Po zamachu stanu w 1966
Jedną z pierwszych decyzji nowych władz było powierzenie al-Asadowi funkcji ministra obrony Syrii. Pierwszoplanową postacią w Syrii po przewrocie był jednak Salah Dżadid. Nie objął on żadnego państwowego urzędu i pozostawał jedynie zastępcą przewodniczącego Przywództwa Regionalnego partii Baas. Wprowadził natomiast swoich współpracowników na stanowiska prezydenta, premiera i ministra spraw zagranicznych (zostali nimi odpowiednio Nur ad-Din al-Atasi, Jusuf Zu’ajjin oraz Ibrahim Machus). Al-Asad poparł socjalistyczny program nowego rządu, chociaż jego prywatne poglądy polityczne były mniej radykalne, niż Dżadida.
We wrześniu 1967 próbę obalenia rządu podjął Salim Hatum, oficer związany z partią Baas, uczestnik zamachów stanu z marca 1963 i z lutego 1966, rozczarowany faktem, iż nie uzyskał po nich żadnych znaczących stanowisk. Uzyskał poparcie oficerów pochodzenia druzyjskiego, zaniepokojonych wzrostem znaczenia alawitów. Plany przewrotu zostały częściowo wykryte w sierpniu 1965, jednak sam Hatum nie został z nimi powiązany. Aby uspokoić nastroje wśród Druzów, Salah Dżadid oraz prezydent al-Atassi i Dżamil Szajja, jedyny Druz w regionalnym kierownictwie partii Baas, 8 września osobiście udali się do największego druzyjskiego miasta – Suwajdy. Na miejscu, w czasie spotkania z delegacją władz lokalnych, został uwięziony przez spiskowców Hatuma. Życie uratowała mu interwencja al-Asada, który skierował przeciwko Hatumowi siły powietrzne. Autorzy nieudanego przewrotu zbiegli do Jordanii. Aby ostatecznie zakończyć spiski wojskowe, al-Asad i Dżadid usunęli następnie z wojska ok. 400 oficerów.
Najważniejszym problemem al-Asada jako ministra obrony były napięte relacje syryjsko-izraelskie. Spór graniczny o odcinek nad Jeziorem Galilejskim między obydwoma krajami rozpoczął się jeszcze przed zamachem stanu z 1966. Al-Asad zdawał sobie sprawę z faktu, że armia syryjska była o wiele słabsza niż siły zbrojne przeciwnika. W pierwszych miesiącach sprawowania przez niego obowiązków ministra na granicy syryjsko-izraelskiej regularnie dochodziło do incydentów, w których Syryjczycy ponosili same porażki. Na ograniczoną skalę wspierał palestyńską partyzantkę, przekazując im broń, udostępniając dwa obozy szkoleniowe i polecając wykonanie niewielkich aktów sabotażu. Od lipca 1966, w odpowiedzi na zestrzelenie dwóch syryjskich MiGów i zniszczenie prowadzonych nad granicą prac inżynieryjnych, al-Asad w porozumieniu z innymi rządzącymi Syrią kierował palestyńskich partyzantów na antyizraelskie rajdy. Najprawdopodobniej syryjska elita polityczna zdawała sobie doskonale sprawę z tego, że tak prowadzona walka z Izraelem nie ma szans na ostateczne zwycięstwo, pragnęła jednak sprawiać wrażenie, że nie ustaje w zwalczaniu największego wroga świata arabskiego.
Kwestia palestyńska poróżniła al-Asada z Dżadidem. Al-Asad nie podzielał jego wiary w możliwość wywołania, poprzez wspieranie Palestyńczyków, antyizraelskiej „wojny ludowej”, która mogłaby być równie skuteczna, co wojna konwencjonalna. Minister obrony uważał również, że otwarta wojna z Izraelem byłaby niekorzystna dla Syrii. Ostatecznie jednak Syria (podobnie jak Jordania) podpisała umowę wojskową z Egiptem, którego prezydent Abdel Naser postanowił zbrojnie uderzyć na Izrael po otrzymaniu z ZSRR informacji (być może z gruntu sfałszowanych) o planowanym ataku izraelskim na Syrię.

#### Wojna sześciodniowa. Walka o władzę z Salahem Dżadidem

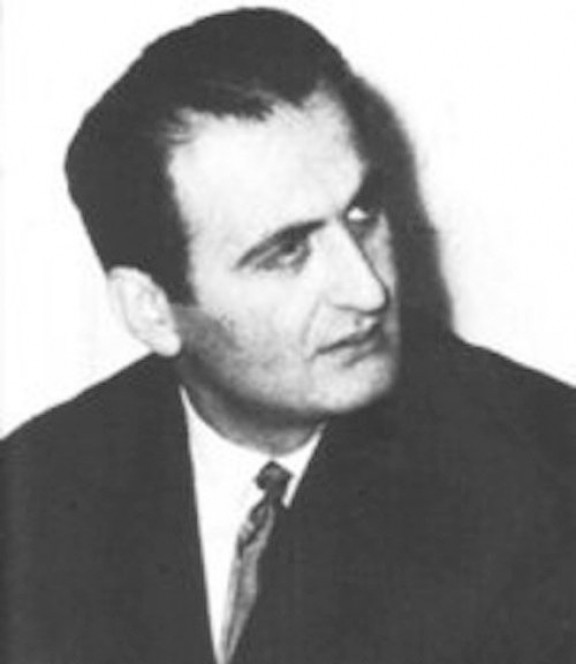
Salah Dżadid

W wojnie sześciodniowej, jaka wybuchła 5 czerwca 1967, źle wyposażone i wyszkolone wojska syryjskie poniosły klęskę. Początkowo podległe al-Asadowi siły powietrzne zachowywały się biernie; ich działania ograniczyły się do kilkukrotnego zbombardowania izraelskich nadgranicznych miejscowości. Następnie izraelskie uderzenie praktycznie zniszczyło podległe mu oddziały. Po stracie wzgórz Golan i góry Hermon (odpowiednio 10 i 12 czerwca 1967) al-Asad opuścił ministerstwo obrony i przez trzy dni odmawiał widzenia się z kimkolwiek.
Klęska zapoczątkowała gwałtowne spory w syryjskiej elicie władzy. Al-Asad odmawiał uznania swojej współodpowiedzialności za klęskę i twierdził, że prawdziwym jej źródłem była błędna polityka Dżadida. Część członków partii Baas domagała się usunięcia al-Asada z organizacji, głosowano również nad wykluczeniem go ze składu Przywództwa Regionalnego partii, ostatecznie jednak kroki takie nie zostały podjęte. Na IX kongresie regionalnym partii Baas w sierpniu 1967 al-Asad opowiadał się jednak za kontynuowaniem dotychczasowej linii politycznej, zarówno w sprawach wewnętrznych, jak i zagranicznych, Dżadid natomiast był gotów spowolnić tempo socjalistycznej transformacji i wdrożyć bardziej umiarkowaną politykę zagraniczną. Został jednak przegłosowany. Dopiero później al-Asad wycofał się z zajętego na kongresie stanowiska i zaczął zdecydowanie krytykować politykę radykalnego skrzydła partii, w szczególności w sprawach zagranicznych. Nie zgadzał się z dalszym wspieraniem palestyńskiej partyzantki w nadziei na wywołanie „wojny ludowej”. Uważał także, że wzmacnianie syryjskich sił zbrojnych w celu odzyskania straconych ziem było ważniejsze niż socjalistyczne przekształcenia w kraju. Opowiadał się ponadto za poprawą stosunków z Irakiem, mimo trwającego od ponad roku sporu z tamtejszym oddziałem partii Baas i udzieleniem przez Bagdad azylu m.in. gen. al-Hafizowi oraz Aflakowi.
Na początku 1968 al-Asad i Dżadid byli już w otwartym konflikcie o władzę w Syrii, wokół struktur wojskowych i partyjnych ukształtowały się dwa rywalizujące ośrodki. Stopniowo jednak przewagę zdobywał al-Asad; Dżadid błędnie założył, że będzie w stanie za pomocą cywilnych struktur partyjnych kontrolować armię. Jeszcze w październiku 1968 na dwóch kongresach partii Baas (regionalnym i narodowym) al-Asad zdołał doprowadzić do pozbawienia urzędu premiera Jusufa Zu’ajjina, jednak większość zgłoszonych przez niego wniosków została odrzucona. W końcu roku pozycja al-Asada w państwie była już jednak silniejsza. W pierwszych miesiącach roku następnego, równolegle z publicznymi dyskusjami politycznymi między rywalami, dochodziło do starć pomiędzy wiernymi Dżadidowi siłami bezpieczeństwa i paramilitarnymi oddziałami dowodzonymi przez młodszego brata al-Asada – Rifata. Między 25 a 28 lutego 1969 obaj bracia przy pomocy wojska opanowali radiostacje w Damaszku i Aleppo, redakcje przychylnych Dżadidowi pism partyjnych Al-Bas i As-Saura, jak również siedziby popierających go komórek partyjnych w Latakii i Tartusie. Działania Rifaata al-Asada doprowadziły do samobójstwa stojącego na czele służb bezpieczeństwa Abd al-Karima al-Dżundiego. Według Patricka Seale al-Asad mógł już w tym momencie zlikwidować Przywództwo Regionalne partii Baas, pozbawiając Dżadida wszystkich funkcji, nie uczynił tego jednak, a jedynie zmusił partię do złagodzenia swojej linii politycznej. Według Jerzego Zdanowskiego w obronie radykałów wystąpił wówczas Związek Radziecki i przeprowadzenie przez al-Asada zamachu stanu oznaczałoby wstrzymanie pomocy technicznej, wojskowej i finansowej kierowanej do Syrii z Moskwy. Z oficjalnej retoryki partii zniknęły jednak nawiązania do walki klasowej, zwolniono część więźniów politycznych i zaprzestano ataków na niesocjalistyczne kraje arabskie. Do rządu dopuszczeni zostali politycy bardziej umiarkowani, poprawie uległy stosunki z Irakiem i Jordanią. Równocześnie w marcu 1969 rywalizacja między syryjskimi przywódcami zaczęła być postrzegana jako jeden z ważniejszych problemów świata arabskiego, a Gamal Abdel Naser oraz Huari Bumedien zaoferowali swoją mediację w sporze między nimi. W tym samym miesiącu dzięki mediacji w strukturze syryjskiej partii Baas utworzone zostało Biuro Polityczne, w którym znaleźli się zwolennicy obydwu rywalizujących polityków i które miało wypracowywać kompromisowe rozwiązania.
Hafiz al-Asad ostatecznie przejął władzę po kryzysie związanym z wydarzeniami Czarnego Września w Jordanii. Dżadid ponownie ogłosił poparcie Syrii dla Organizacji Wyzwolenia Palestyny i skierował jej na pomoc brygadę pancerną. Początkowo al-Asad uznał tę decyzję za słuszną. Następnie uznał jednak, że Syria jest nadal zbyt słaba, by prowokować Izrael, a jawne popieranie Palestyńczyków jeszcze pogorszy jej pozycję międzynarodową, zwłaszcza w oczach wielkich mocarstw. Wobec tego nie skierował podległych sobie sił powietrznych dla jej wsparcia, co doprowadziło do klęski syryjskiej interwencji.
Na nadzwyczajnym kongresie syryjskiej partii Baas w dniach 30 października-12 listopada 1970 działalność al-Asada została, na wniosek Dżadida, potępiona. Kongres pozbawił go stanowiska ministerialnego, a jego protegowanego Mustafę Talasa usunął ze stanowiska szefa sztabu. Decyzje kongresu nigdy nie zostały wdrożone w życie, gdyż natychmiast po zakończeniu obrad al-Asad przeprowadził ze swoimi zwolennikami w armii zamach stanu. 13 listopada Dżadid, jak również prezydent al-Atasi, były premier Zu’ajjin i wierni im działacze partyjni zostali aresztowani. Przewrót miał bezkrwawy przebieg. Al-Asad umożliwił części pokonanych przeciwników politycznych emigrację. Najważniejsi trafili jednak na wiele lat do więzienia: Zu’ajjin był przetrzymywany w więzieniu Mazza dziesięć lat, Nur ad-Din al-Atasi – do 1992, zaś Dżadid do śmierci w 1993. Większość szeregowych działaczy sympatyzujących z Dżadidem została jednak szybko zwolniona lub w ogóle nie podległa aresztowaniom. Al-Asad umożliwił im dalszą działalność pod warunkiem, że nie będą starali się torpedować wdrażania jego programu. Z powodu niedoboru kadr umożliwił powrót do partii nawet osobom z kręgu Michela Aflaka, które w 1966 zostały w niej wykluczone. Dopuszczając powrót starych działaczy, al-Asad zorganizował w 1971 pokazowy proces Aflaka i gen. al-Hafiza (obu sądzono in absentia) oraz ponad setki ich zwolenników. Obydwaj zostali skazani na śmierć za rzekome przygotowywanie przewrotu w Syrii w 1970, za pieniądze irackie; obecni na procesie podsądni otrzymali kary więzienia. Po kilku miesiącach al-Asad odwołał orzeczone wyroki śmierci i zwolnił innych skazanych. Cała sprawa miała być jednak jasnym sygnałem, że powrót dawnych przywódców partii Baas jest niemożliwy.
Sekretarzem generalnym partii Baas został osobiście al-Asad i pod jego kierunkiem wyłoniono nowe Tymczasowe Przywództwo Regionalne. Z czasem z jego składu wyłonił się nowy skład Przywództwa Regionalnego, liczącego 21 osób.

### Samodzielne rządy w Syrii

#### Utrwalanie władzy

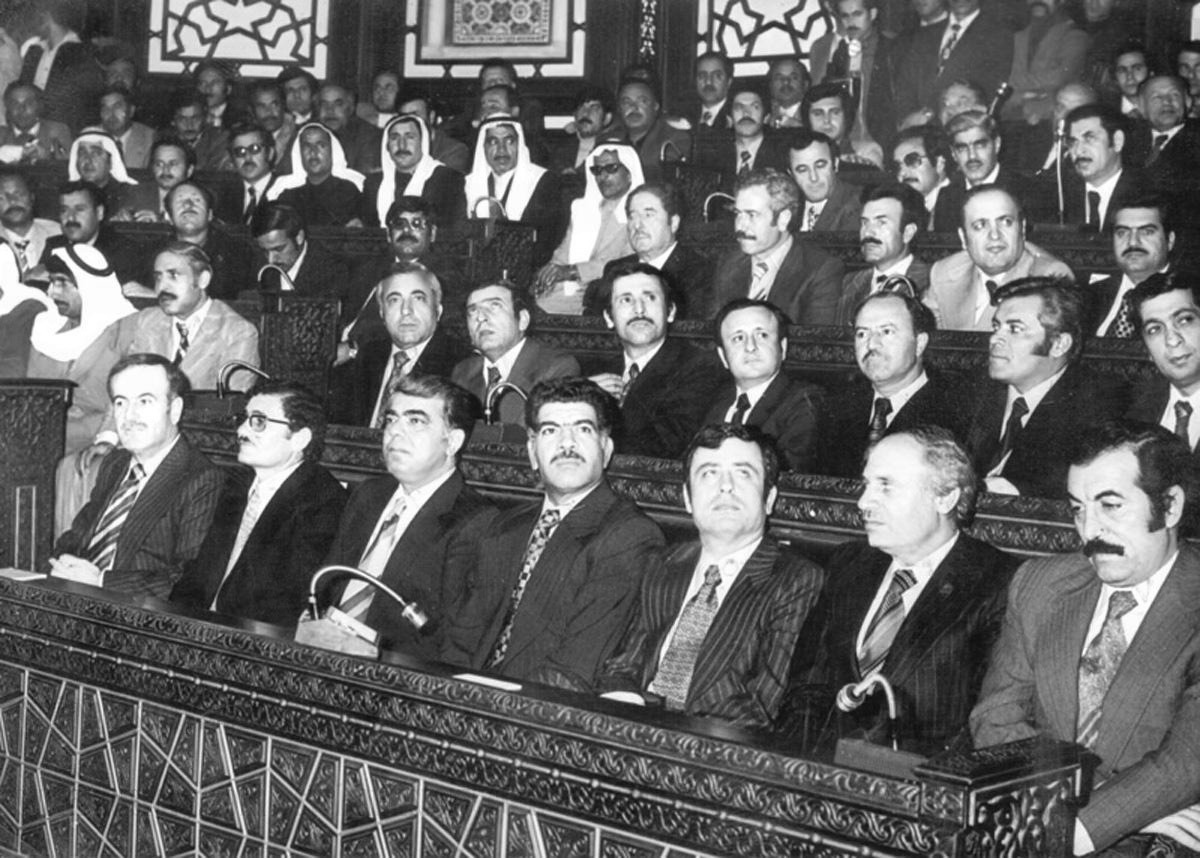
Inauguracja pierwszej kadencji prezydenckiej al-Asada w parlamencie syryjskim, marzec 1971

Od zamachu stanu w 1970 al-Asad sprawował władzę w sposób dyktatorski, jednoosobowo. Jedynym organem, który spotykał się regularnie i mógł mu doradzać w sprawach polityki bieżącej, było Przywództwo Regionalne partii Baas. Również na tym forum al-Asad miał jednak decydujący głos. Partia była znaczącym oparciem władzy al-Asada. Przez cały okres jego rządów regularnie odbywały się jej krajowe kongresy. Organizacja zmieniła jednak swój charakter – przestała być organizacją intelektualistów i idealistów, lecz podstawowym narzędziem rządzenia krajem, typową partią władzy.
Według niektórych autorów dojście al-Asada do władzy zostało przyjęte z zadowoleniem, gdyż był on uważany za bardziej liberalnego niż Dżadid. Ze szczególnym zadowoleniem zamach stanu przyjęło zamożne mieszczaństwo sunnickie, które straciło najwięcej na socjalistycznych reformach w Syrii. System rządów al-Asada opierał się jednak na podobnych założeniach politycznych. Podobnie jak Dżadid, al-Asad opierał swoją władzę na umożliwieniu awansu społecznego najuboższym warstwom społecznym (chociaż starał się zyskać popularność także wśród drobnych właścicieli i rzemieślników miejskich, jak również sunnitów z rodzin dominujących niegdyś w życiu politycznym) i zachował opartą na wzorcach radzieckich centralizację. Inspiracją dla niego był również system rządów Gamal Abdel Nasera.
Natychmiast po dojściu do władzy al-Asad objechał całą Syrię, chcąc stać się postacią rozpoznawalną w kraju, w odróżnieniu od poprzednich dyktatorów kraju. Spotykał się z mieszkańcami całych wsi, przyjmując od nich listy i petycje z prośbami o pomoc. Głównym hasłem propagandowym w tym okresie była potrzeba powrotu do jedności narodowej. W tym celu al-Asad ogłosił również rehabilitację surowo krytykowanych po 1963 polityków działających w latach poprzednich. Bardziej liberalna atmosfera zapanowała również w sztuce: w 1971 zezwolono na inscenizację sztuki Sad Allaha Wannusa ukazującą wojnę sześciodniową w sposób odmienny niż oficjalna propaganda i ujawniającą jej fałszywość.
Wkrótce po zamachu stanu al-Asad ograniczył działalność służb bezpieczeństwa, zmniejszył także uprawnienia wojska w zakresie ścigania przestępstw, przekazując je policji. Wycofał niektóre wydane przed zamachem stanu nakazy aresztowania i konfiskaty majątku, jak również ograniczenia w podróżach do Libanu i w handlu z tym krajem. Zachęcał syryjskich emigrantów do powrotu do kraju. Nie chcąc w żaden sposób dzielić się władzą i nie chcąc restytuować instytucji demokratycznych sprzed 1958, al-Asad uważał, że dla pozostania przy władzy musi zyskać możliwie masowe poparcie.
Prawdopodobnym jest, że al-Asad początkowo nie chciał obejmować urzędu prezydenckiego i łamać wielowiekowej tradycji sprawowania najwyższego stanowiska państwowego przez sunnitę, przedstawiciela największej syryjskiej grupy wyznaniowej. Być może zamierzał pozostać jedynie premierem. Ostatecznie jednak 22 lutego 1971 ogłosił, iż przejmuje „władzę prezydencką”, zaś 12 marca przeprowadził plebiscyt, który potwierdził powierzenie mu tegoż urzędu na siedmioletnią kadencję. Al-Asad obsadził również wszystkie kluczowe stanowiska w państwie lojalnymi wobec siebie osobami. Ministrem obrony w marcu 1972 został jego wieloletni współpracownik gen. Mustafa Talas. Na czele najważniejszej agencji wywiadowczej – Wywiadu Sił Powietrznych – pozostał gen. Muhammad al-Chuli. Premierem al-Asad mianował Abd ar-Rahmana al-Chulajfawiego, zaś ministrem spraw zagranicznych – Abd al-Halima Chaddama.
31 stycznia 1973 al-Asad ogłosił nową konstytucję Syrii, przyjętą w referendum 12 marca tego samego roku. Zachowała ona zapis poprzedniej ustawy zasadniczej zezwalający jedynie muzułmaninowi na objęcie urzędu prezydenckiego, równocześnie jednak, wbrew oczekiwaniom religijnej opozycji, nie uczyniła Syrii państwem islamskim.
Przejęcie władzy przez al-Asada i proces zainicjowanych przez niego ograniczonych zmian w polityce i gospodarce państwa oficjalna propaganda syryjska przedstawiała jako naturalny proces rozwoju rewolucji rozpoczętej w 1963 – odsunięcie kierownictwa partyjnego prowadzącego błędną politykę i triumf sił postępowych. Sam al-Asad określił te wydarzenia mianem Ruchu Korygującego, które to określenie przyjęła krajowa historiografia.

#### Wojna Jom Kipur

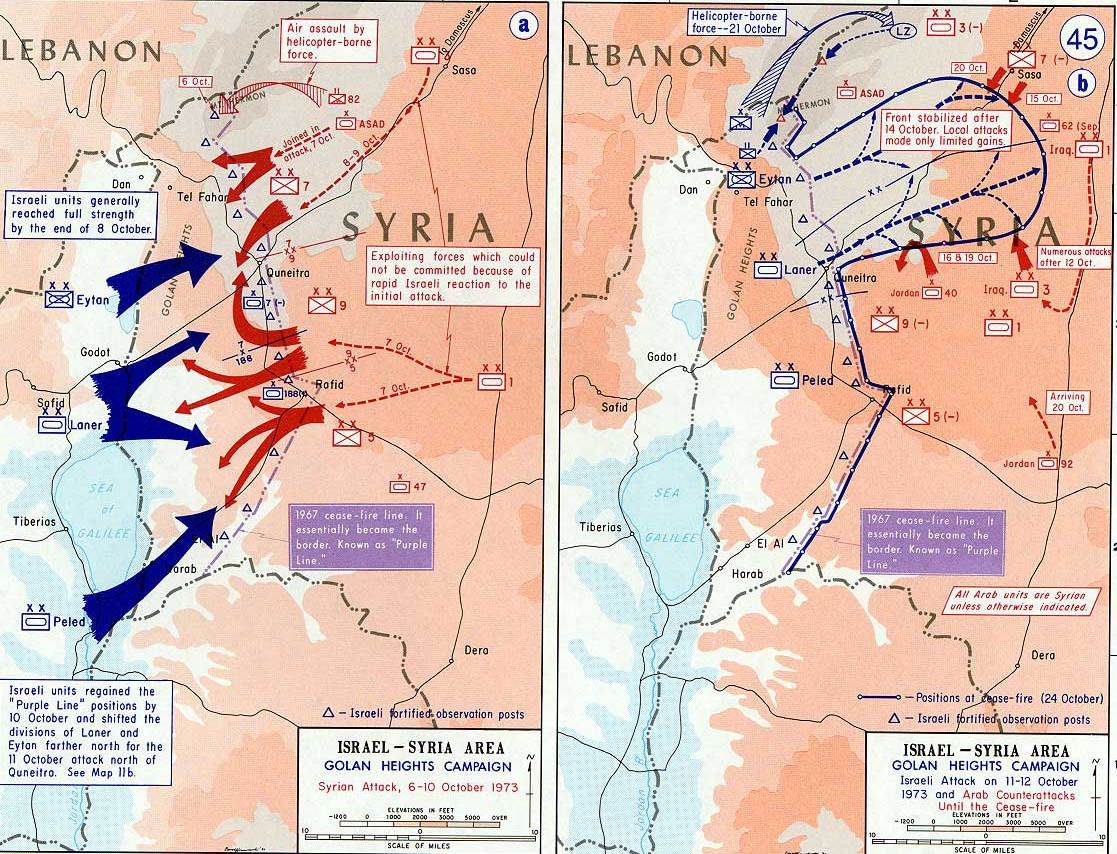
Walki izraelsko-syryjskie podczas wojny Jom Kipur

Głównym celem Hafiza al-Asada w pierwszych latach sprawowania dyktatorskiej władzy w Syrii było stoczenie nowej, tym razem zwycięskiej wojny z Izraelem. Zamierzał w ten sposób zrehabilitować siebie i swój kraj; liczył również na to, że dzięki zwycięstwu stanie się nowym nieoficjalnym przywódcą wszystkich Arabów (wobec faktu, że w 1970 zmarł Gamal Abdel Naser). Ponadto obecność wojsk izraelskich na Wzgórzach Golan była realnym zagrożeniem dla bezpieczeństwa Syrii, w tym jej stolicy. W związku z tym al-Asad już kilkanaście dni po przejęciu władzy nawiązał kontakty z egipskim prezydentem Anwarem as-Sadatem, następnie na nowo nawiązał stosunki dyplomatyczne z Marokiem i Tunezją, jak również zadeklarował, że Syria jest gotowa przystąpić do federacyjnego państwa egipsko-libijsko-sudańskiego. Al-Asad przekonywał również przywódców ZSRR, iż jest godnym zaufania przywódcą, by nie stracić pomocy wojskowej z tego kraju. Między lutym 1971 a październikiem 1973 al-Asad odwiedzał ZSRR kilka razy, także nieoficjalnie.
Chociaż projekt federacji egipsko-syryjsko-libijsko-sudańskiej szybko upadł, prezydenci Syrii i Egiptu nadal zacieśniali wzajemne kontakty i co najmniej od 1972 przygotowywali się do wspólnego ataku na Izrael. Gdy Sadat demonstracyjnie usunął z Egiptu radzieckich doradców wojskowych, al-Asad przekonał go do zmiany decyzji. Między 21 a 23 sierpnia 1973 miało miejsce tajne wspólne posiedzenie najwyższych dowódców egipskich i syryjskich, zaś 12 września tego samego roku Hafiz al-Asad i Anwar as-Sadat ustalili datę ataku. Zgodzili się również, że celem ataku ma być nie zniszczenie armii izraelskiej, a zadanie jej strat na tyle poważnych, by Izrael musiał zgodzić się na zwrot ziem zajętych w 1967. Zarówno Egipcjanie, jak i Syryjczycy mieli zająć wyłącznie utracone podczas wojny sześciodniowej ziemie, a następnie ich bronić. Przygotowując się do wojny, Syria i Egipt nawiązały również kontakty dyplomatyczne z Jordanią.
Syria i Egipt odniosły znaczące sukcesy wojskowe w początkowej fazie wojny, jednak uległy izraelskim kontratakom. Syria straciła 3100 zabitych i 6 tys. rannych, nie zdołała utrzymać zajętych w pierwszym etapie konfliktu terenów na wzgórzach Golan. Postawa armii syryjskiej była o wiele lepsza niż podczas wojny sześciodniowej. Wynik wojny przedstawiono w syryjskiej propagandzie państwowej jako wielkie, bezwzględne zwycięstwo. W odróżnieniu od prezydenta Egiptu Hafiz al-Asad kontynuował konflikt z Izraelem. Syryjska artyleria i snajperzy regularnie ostrzeliwali izraelskie posterunku na Wzgórzach Golan. Hafiz al-Asad uważał, że winnym ostatecznego wyniku wojny był przede wszystkim Anwar as-Sadat, zwolennik strategii walki z Izraelem na dwóch frontach. As-Sadat z kolei uważał, że przyczyną niepowodzenia była postawa armii syryjskiej i jej klęska na Wzgórzach Golan. Mimo różnic zdań Hafiz al-Asad chciał kontynuować współpracę z Egiptem, to jednak okazało się niemożliwe, gdyż Anwar as-Sadat zgodził się przystąpić do procesu pokojowego z Izraelem. W odróżnieniu od Egipcjan, przedstawiciele Syrii nie wzięli udziału w konferencji pokojowej w Genewie w grudniu 1973. W lutym 1974 Hafiz al-Asad wziął udział w konferencji w Algierze, w której brali udział także król Arabii Saudyjskiej Fajsal, prezydent Algierii Huari Bumedien oraz prezydent Egiptu. Podczas konferencji omawiano dalszą strategię postępowania w stosunku do Izraela. Do śmierci w 1975 król Fajsal, zwolennik arabskiego nacjonalizmu, był sojusznikiem al-Asada, po zakończeniu wojny Jom Kipur przekazał Syrii znaczne sumy na odbudowę gospodarki. Złe były natomiast stosunki iracko-syryjskie.
W 1973 otrzymał też Order Odrodzenia Polski I klasy.
Ostatecznie zawieszenie broni zostało wypracowane pod naciskiem ZSRR i USA w czerwcu 1974. Hafiz al-Asad podczas negocjacji w sprawie zawieszenia broni zdołał doprowadzić do odzyskania przez Syrię części (10% terytorium) wzgórz Golan z Al-Kunajtirą, gdzie ustanowiono pas neutralny strzeżony przez Siły Narodów Zjednoczonych ds. Nadzoru Rozdzielenia Wojsk na Wzgórzach Golan. W kolejnych latach Syria wszelkimi środkami, zarówno dyplomatycznymi, jak i wojskowymi, dążyła do wzmocnienia swojej pozycji względem Izraela i nadal deklarowała, że utworzenie państwa palestyńskiego jest kluczowym celem jej polityki zagranicznej. Na forum ONZ Hafiz al-Asad w 1975 utrzymywał, że konflikt bliskowschodni może być rozwiązany tylko wtedy, gdy społeczność międzynarodowa uzna prawo Palestyńczyków do własnego państwa, a Organizację Wyzwolenia Palestyny – do ich reprezentowania. W rzeczywistości rozumiał już wtedy, że wobec postawy Stanów Zjednoczonych nie jest możliwe ani powstanie Palestyny na Zachodnim Brzegu, ani realizacja celów, jakie stawiała sobie Syria przed wojną w październiku 1973.

#### Wojna domowa w Libanie
Od 1975 Hafiz al-Asad szczególnie interesował się działaniami organizacji palestyńskich oraz sytuacją w Libanie. W styczniu 1975 dał wyraz dążeniu do zbliżenia z Libanem, spotykając się w Szturze z prezydentem Libanu Sulajmanem Farandżijją. Hafiz al-Asad wykonał również gesty pod adresem Organizacji Wyzwolenia Palestyny i Jordanii. W czerwcu 1976 odbył wizytę w Ammanie, a następnie podejmował w Damaszku króla Husajna. Według Patricka Seale’a al-Asad pragnął nawiązać do koncepcji Wielkiej Syrii. Liban i Jordania miały znaleźć się pod faktyczną kontrolą syryjską, zapewniając bezpieczeństwo ziem państwa syryjskiego. W dalszej perspektywie czwartym członem tak powstałego organizmu miało być państwo palestyńskie na Zachodnim Brzegu Jordaniu, utworzone przez Organizację Wyzwolenia Palestyny kontrolowaną z Damaszku. W ten sposób Syria miałaby stać się liderem świata arabskiego, przejmując tę pozycję od Egiptu. W 1974 Hafiz al-Asad publicznie nazwał Palestynę Syrią Południową. Do Organizacji Wyzwolenia Palestyny i Jasira Arafata miał natomiast wrogi stosunek, mimo publicznych gestów.
W 1976 Syria wysłała swoje wojska do pogrążonego w wojnie domowej Libanu. W Syrii żywe było przekonanie, że oba państwa zostały rozdzielone jedynie na skutek kolonialnej polityki francuskie. Hafiz al-Asad nie mógł ponadto pozwolić na przejęcie kontroli nad Libanem przez Izrael. Początkowo starał się wystąpić w konflikcie wewnętrznym w Libanie jako rozjemca i wypracować kompromis między maronitami a Palestyńczykami i Druzami, których liderem był Kamal Dżumblatt. Kiedy starania te okazały się bezowocne, al-Asad przystał na zasugerowany przez Henry’ego Kissingera podział stref wpływów z Izraelem. Do jesieni 1976 Syria ustanowiła swoją dominację w większej części Libanu, na północ od Sydonu, z zastrzeżeniem, iż nie miała bez zgody izraelskiej używać lotnictwa. Syryjczycy spodziewali się, że formacje palestyńskie nie będą ich atakować, stało się jednak inaczej. Wzmogło to jeszcze niechęć al-Asada do Arafata i Palestyńczyków, których syryjski dyktator uznał za niewdzięczników. Syria wsparła prawicowe organizacje chrześcijańskie, tj. Falangi Libańskie i Tygrysy, doprowadzając do zepchnięcia Palestyńczyków i lewicowych sił do defensywy. Polityka al-Asada została przyjęta w świecie arabskim z niedowierzaniem. Irak skierował swoje wojska na granicę z Syrią, a Saddam Husajn nazwał prezydenta Syrii megalomanem, którego chore ambicje doprowadziły do rozlewu krwi. Egipt zerwał z Syrią stosunki dyplomatyczne, oskarżając Damaszek o ludobójstwo. Państwa Zatoki Perskiej, wspierające Damaszek od 1973, wycofały się z tego. Do manifestacji antysyryjskich, podczas których wznoszono hasła wymierzone wprost w prezydenta, doszło w Bejrucie. Polityka al-Asada wzbudziła także niezadowolenie radzieckiego sojusznika Syrii. Hafiz al-Asad twierdził następnie, że ZSRR nie zrozumiał istoty relacji syryjsko-libańskich. Związek Radziecki zatrzymał dostawy broni do Damaszku i wznowił je dopiero po tym, gdy prezydent Egiptu Anwar as-Sadat odbył podróż do Jerozolimy. W październiku 1976 siły syryjskie w Libanie otrzymały mandat Ligi Arabskiej.
Rachuby al-Asada, iż poparcie udzielone maronitom zapobiegnie interwencji izraelskiej w Libanie, okazały się chybione. Przyjmując pomoc syryjską, libańscy chrześcijanie pozyskiwali wsparcie również od południowego sąsiada. Izrael był zdecydowany wyprzeć dowództwo palestyńskich organizacji zbrojnych z Libanu i ostatecznie pokonać palestyński ruch narodowy. W dalszej kolejności zamierzał usunąć z północnego Libanu wojska syryjskie.

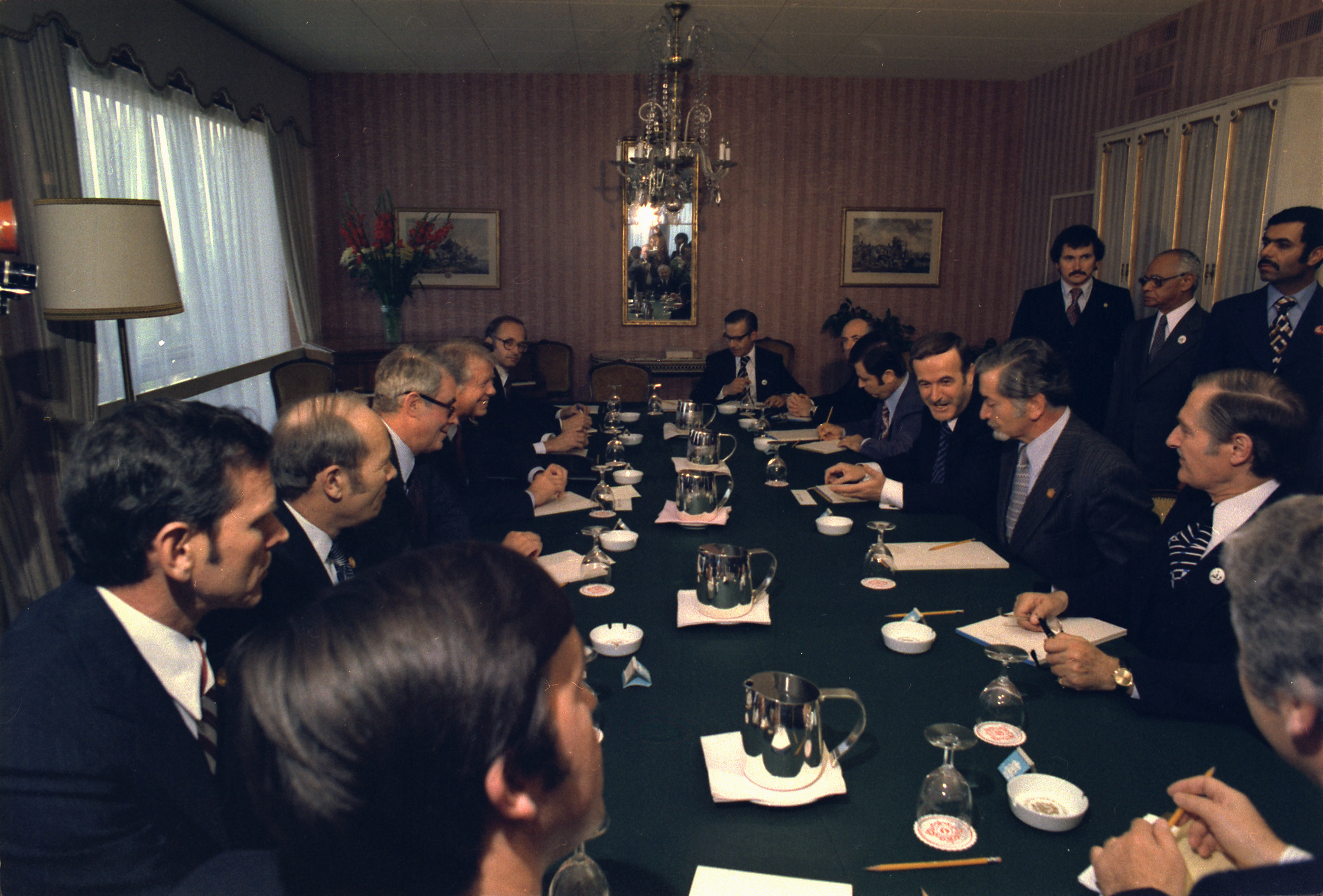
Spotkanie Hafiza al-Asada i Jimmy’ego Cartera, 1977

W 1977 Hafiz al-Asad spotkał się z nowym prezydentem Stanów Zjednoczonych Jimmym Carterem. Amerykański przywódca zrobił na prezydencie Syrii bardzo dobre wrażenie i al-Asad miał nadzieję, że pomoże on rozwiązać konflikt arabsko-izraelski po myśli Damaszku. Nadzieje te jednak pozostały niespełnione. 16 listopada 1977 al-Asad po raz ostatni przyjął w Damaszku Anwara as-Sadata. Starał się nakłonić go do przerwania izraelsko-egipskiego procesu pokojowego, argumentując, że wystąpienie przez Egipt ze wspólnego frontu państw arabskich pozwoli Izraelowi pokonać wszystkie pozostałe, każde z osobna. Rozmowa ta nie przyniosła jednak żadnych rezultatów. 19 listopada, dzień, w którym prezydent Egiptu udał się do Jerozolimy, na polecenie al-Asada był w Syrii dniem żałoby narodowej.
W czerwcu 1982 wojska izraelskie wkroczyły do Libanu. Wojska syryjskie zmieniły wówczas front i rozpoczęły walkę z Izraelem i jego chrześcijańskimi sojusznikami. Stronę chrześcijańską wsparł natomiast prezydent Iraku Saddam Husajn będący rywalem al-Asada w ruchu baasistowskim. Ani Syria, ani Izrael nie był w stanie pokonać przeciwnika; Syria, mimo radzieckiej pomocy, była za słaba militarnie, zaś dla Izraela interwencja w Libanie i ewentualne wkroczenie do Syrii łączyłoby się ze zbyt wielkimi stratami. Wojna zakończyła się oficjalnie w 1989 roku po podpisaniu porozumienia z Taif, a władzę w Libanie przejęli politycy prosyryjscy.

#### Walka z fundamentalizmem islamskim

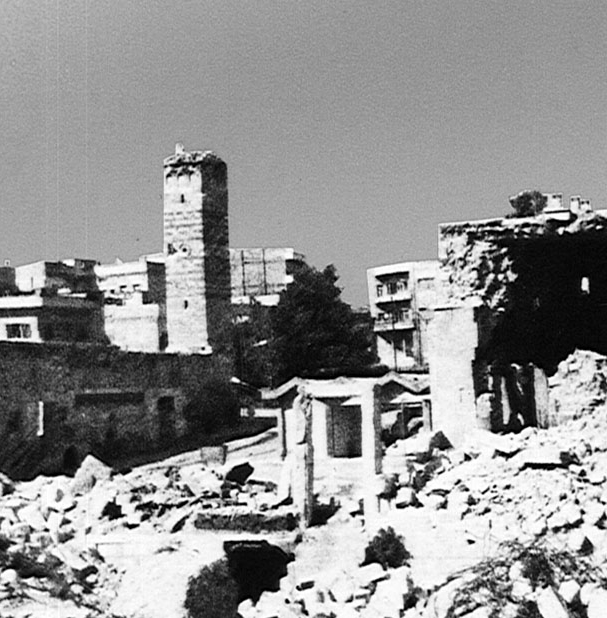
Ruiny Hamy po pacyfikacji powstania w 1982

Na fali ożywienia religijnego w świecie arabskim, zauważalnego po wojnie sześciodniowej i spadku popularności świeckiego panarabizmu, także w Syrii zaczęły rozwijać się nielegalne sunnickie organizacje dążące do obalenia rządów partii Baas i ustanowienia państwa wyznaniowego. Obok najsilniejszej, krajowego oddziału Stowarzyszenia Braci Muzułmanów, duże znaczenie zyskali Żołnierze Boga na czele z Marwanem al-Hadidim, Młodzież Mahometa, Islamska Partia Wyzwolenia, Islamski Ruch Wyzwolenia z centrum w Aleppo. Organizacje te uzyskiwały wsparcie finansowe z Arabii Saudyjskiej, a ich społecznym zapleczem było mieszczaństwo, zwłaszcza młodzi potomkowie sunnickich rodzin kupieckich i rzemieślniczych.
Od 1976 w Syrii zaczęło dochodzić do aktów terroru indywidualnego. Ofiarami zamachów padali oficerowie, urzędnicy państwowi, nauczyciele, lekarze i inni przedstawiciele inteligencji, w większości alawici. 16 czerwca 1979 w ataku na Szkołę Artylerii w Aleppo zamordowanych zostało od 32 do 83 kadetów wywodzących się ze społeczności alawickiej. 8 marca 1980 Hafiz al-Asad zapowiedział surową rozprawę z fundamentalizmem islamskim; stwierdził, że jest wierzącym muzułmaninem, a jego przeciwnicy tylko instrumentalnie posługują się hasłami religijnymi. 26 czerwca 1980 fundamentaliści muzułmańscy przeprowadzili zamach na al-Asada, jednak zakończył się on niepowodzeniem; prezydentowi uratował życie ochroniarz. Kilka godzin później dokonano rzezi ok. 550 islamistów, osadzonych w więzieniu w Palmyrze. Bracia Muzułmańscy i pozostałe organizacje fundamentalistyczne odpowiedziały nasileniem ataków terrorystycznych. Punktem kulminacyjnym był bunt w mieście Hama w lutym 1982 r. Bracia Muzułmańscy ogłosili Hamę miastem wyzwolonym i wezwali Syryjczyków do powstania przeciwko „niewiernemu” przywódcy, jednak wbrew ich nadziejom bunt nie rozlał się na cały kraj. Reakcja władz była zdecydowana i brutalna. Hafiz al-Asad wysłał do miasta Kompanie Obrony pod dowództwem swojego brata Rifata. Po dwóch tygodniach ciężkich walk miasto opanowano. Po zdobyciu miasta miały miejsce masowe tortury i egzekucje prawdziwych bądź domniemanych bojowników, w wyniku których zginęło, według różnych szacunków, od 5 do nawet 25 tys. osób.

#### Nieudany pucz w 1984
W 1984 r. al-Asad doznał ataku serca i musiał być hospitalizowany. Na czas leczenia powołał sześcioosobową radę, na czele której stanął minister obrony i wieloletni przyjaciel Asada, Mustafa Talas. Wszyscy członkowie rady byli sunnitami, co miało wyeliminować prawdopodobieństwo puczu. Mimo to krążyły plotki, że Asad zmarł lub jest bliski śmierci. Wykorzystał to brat prezydenta Rifat. Mając pod swym dowództwem 50 000 żołnierzy, a także czołgi i samoloty, ustawił blokady wokół Damaszku. Napięcia między ludźmi lojalnymi wobec prezydenta, a zwolennikami Rifata omal nie doprowadziły do wojny. Pucz upadł, kiedy chory Asad przemówił do narodu. Rifat został następnie wygnany z kraju.

#### Sytuacja społeczna
Przeprowadził wiele reform społecznych i gospodarczych mających poprawić byt ludności, takich jak np. program powszechnej edukacji. Na Eufracie zbudowano elektrownię wodną, która do dziś produkuje najwięcej elektryczności. Sekularyzm jego rządów sprawiał, że mniejszości religijne, takie jak druzowie, alawici i chrześcijanie, popierali go, bojąc się powrotu dyskryminacji, jaka miała miejsce przed 1963. Nacisk na arabizację sprawił, że niearabska ludność była dyskryminowana. Szczególnie Kurdowie najbardziej opierali się tej polityce i tylko represje sprawiły, że nie doszło do otwartego buntu.
Władza w państwie była zdominowana przez alawitów, odłam islamu stanowiący mniejszość w Syrii. Państwo stawało się coraz bardziej autorytarne, a Asad zaczął wprowadzać kult jednostki, który przedstawiał go jako mądrego i sprawiedliwego władcę Syrii i całego świata arabskiego.

### Śmierć
Hafiz al-Asad zmarł 10 czerwca 2000 r. w wyniku zawału serca, jakiego doznał podczas rozmowy telefonicznej z prezydentem Libanu, Émile Lahoudem. Pierwotnie jego następcą miał zostać jego najstarszy syn, Basil, jednak zginął on w wypadku samochodowym w 1994 r. Wobec tego nowym prezydentem został młodszy syn, Baszszar. W związku z jego śmiercią w Syrii ogłoszono czterdziestodniową żałobę narodową a także zamknięto szkoły, urzędy i odwołano wydarzenia publiczne na znak szacunku. Siedmiodniową żałobę narodową ogłosiły władzę Libanu, a trzydniową żałobę ogłosiły władzę Egiptu, Jordanii, Omanu, Autonomii Palestyńskiej, Libii, Iranu, Maroka, Zjednoczonych Emiratów Arabskich, Jemenu, Kuwejtu i Kataru. Hafiz al-Asad został pochowany w rodzinnej miejscowości Al-Kardaha.
11 grudnia 2024 trumna z jego ciałem została spalona przez syryjskich rebeliantów.

## Odznaczenia
- Order Umajjadów (ex officio, 1971)
- Krzyż Wielki Orderu Odrodzenia Polski (Polska, 1973)[71]
- Wielka Jugosłowiańska Gwiazda (Jugosławia, 1974)[113]
- Order Lwa Białego I klasy (Czechosłowacja, 1975)[114]
- Klasa Specjalna Odznaki Honorowej za Zasługi dla Republiki Austrii (Austria, 1988)[115]